# Zlatko Dalić
Zlatko Dalić  (Livno, Yugoslavia, 26 de octubre de 1966) es un exfutbolista y entrenador bosniocroata. Dirige a la selección de fútbol de Croacia desde octubre de 2017.

## Trayectoria

### Como jugador
Zlatko Dalić, de posición centrocampista, se inició como futbolista en el club de su ciudad, el Troglav Livno. Como profesional, jugó durante la época yugoslava para los clubes croatas Hajduk Split e Inter Zaprešić, así como para el bosnio Velež Mostar. Después de la independencia jugó para los clubes croatas Varteks Varaždin y nuevamente en Hajduk de Split. En el año 2000 puso terminó a su carrera.

### Como entrenador

#### NK Varteks Varaždin
De mayo de 2002 a mayo de 2005, fue director deportivo del Varteks y, al mismo tiempo, de 2003 a 2005, fue asistente de Miroslav Blažević. En mayo de 2005, se convirtió en el entrenador del primer equipo y en el primer año alcanzó el tercer lugar en la primera HNL. En 2006, lideró al club en la final de la Copa de Croacia, perdiendo ante el HNK Rijeka después de dos partidos con la regla del gol de visitante (0:4, 5:1).

#### HNK Rijeka
En el verano de 2007, tras expirar el contrato con Varteks, se hizo cargo del banquillo de Rijeka. En la temporada 2007-08, alcanzó el cuarto lugar en la 1.ª HNL.

#### FC Dinamo Tirana
En la temporada 2008/09, recibe una invitación del campeón albanés Dinamo de Tirana y ganó la Supercopa de Albania con él.Presentó su renuncia en febrero de 2009 después de perder dos derbis seguidos contra equipos de la capital, Tirana y Partizani.

#### Pasos por el Slaven Belupo y el Al-Faisaly
Tras un breve paso por Albania, regresó a Croacia en 2009 y se hizo cargo del Slaven Belupo. En la temporada 2010/11. se convirtió en el entrenador del Al-Faisaly. En esa temporada, por elección de los periodistas de Arabia Saudita, fue nombrado entrenador del año.Permaneció en el club hasta 2012, cuando recibió una invitación para dirigir la selección olímpica del club asiático.

#### Al-Hilal
En mayo de 2012, fue anunciado para dirigir al equipo B del Al-Hilal. A mitad de temporada, tras 16 partidos oficiales, sustituyó a Antoine Kombouaré al frente del primer equipo. Durante su estancia, obtuvo la Copa del Príncipe de la Corona que también fue su segundo título importante en su carrera como entrenador.

#### Al-Ain
El 8 de marzo de 2014, fue nombrado como técnico del Al-Ain en los Emiratos Árabes Unidos después de que el equipo despidiera a Quique Sánchez Flores.En su primera temporada, llevó al equipo a terminar primero de grupo en la Liga de Campeones de la AFC 2014, que fue la primera vez desde 2006 que el club avanzó a la fase de grupos. El 30 de abril de 2014, el club comunicó que la extensión de su contrato por dos temporadas más.En 2016, alcanzó la final de la Liga de Campeones asiática, aunque cayó por 3-2 ante el Jeonbuk Motors.En enero de 2017, dejó su cargo en el club emiratí y citó una "necesidad de descanso" como motivo de su salida.

#### Selección de Croacia
El 7 de octubre de 2017, tras el despido de Ante Čačić debido a una serie de malos resultados, la Federación Croata de Fútbol nombró a Dalić como entrenador en jefe de la Selección de fútbol de Croacia. Al llegar, Dalić anunció que solo seguiría siendo el primer entrenador si Croacia clasificaba para la Copa Mundial de Rusia 2018 y que la Federación decidiría su futuro si Croacia perdiese la clasificación a la Copa del Mundo.
El 9 de octubre, Dalić llevó a Croacia a una victoria por 2-0 sobre Ucrania en la clasificación para la Copa Mundial de Fútbol de 2018, que aseguró el segundo puesto en su grupo y un lugar en la ronda de playoff. El 19 de octubre, Dalić nombró a Ivica Olić, exjugador internacional de Croacia, como su asistente de campo. El 9 de noviembre en la ronda de playoffs, Dalić llevó al equipo a un triunfo por 4-1 ante Grecia, casi asegurándose un lugar en la Copa del Mundo. En el partido de vuelta, el 12 de noviembre, Croacia empató como visita ante Grecia 0-0, asegurando así un lugar en la Copa del Mundo 2018.
Después de esto, Dalić firmó oficialmente un contrato con la Federación Croata de Fútbol, que se extenderá hasta el 30 de julio de 2020, y según los informes, ganará alrededor de € 500 mil por año.
El 16 de junio de 2018, Croacia debuta en la Copa Mundial de Fútbol superando a Nigeria por un marcador de 2-0. El 21 de junio, superó al favorito Argentina, por un marcador de 3-0, con goles de Ante Rebić, Luka Modrić e Ivan Rakitić. La victoria llevó a Croacia a fase de octavos de final por primera vez desde la Copa Mundial de 1998, en la que terminaron en tercer lugar. El 26 de junio, Croacia superó por 2-1 a Islandia, asegurando el primer lugar de su grupo, por primera vez. Su rival en octavos de final fue Dinamarca, empatando, y avanzando después de la tanda de penales. Croacia volvió a ganar en una tanda de penaltis, esta vez ante la anfitriona, Rusia, en los cuartos de final. El 11 de julio Croacia vence a Inglaterra por 2-1 en el alargue, avanzando a la Final de la Copa Mundial por primera vez en su historia. La Final la acabaría perdiendo por 4-2 frente a Francia.
Después del final del campeonato mundial, hubo especulaciones sobre la salida de Dalić, de lo que habló públicamente, diciendo que quería dejar el banquillo incluso después del partido con Perú, pero aún dirigió la selección en Rusia. Para permanecer en el banquillo de la selección nacional, el HNS le ofreció a Dalić un nuevo contrato y un salario de un millón de euros al año para dirigir a la selección nacional en la Copa Mundial de Catar 2022.
Con la victoria de Croacia sobre Rusia en el último partido del Grupo H de las eliminatorias mundialistas de Catar, Croacia se clasificó para la misma competición, y con eso Dalić se convirtió en el primer técnico croata en llevar a la selección nacional a tres grandes competiciones.

## Vida personal
Nació en Livno, en ese entonces parte de la República Socialista de Bosnia y Herzegovina (actual Bosnia y Herzegovina), la que a su vez era parte de Yugoslavia. Viene de una familia bosniocroata y sus padres son Ivan y Kata Dalić. Tiene tanto la nacionalidad bosnia como croata.
En 1992 se casó con su esposa, Davorka Propadalo, a quien conoció en la secundaria en Livno. Tienen dos hijos: Toni y Bruno.
Dalić es católico practicante y reza el rosario en cada partido.

## Clubes

### Como jugador
| Club                   | País       | Año       |
| ---------------------- | ---------- | --------- |
| Hajduk Split           | Yugoslavia | 1983-1986 |
| Cibalia Vinkovci       | Yugoslavia | 1986-1987 |
| Hajduk Split           | Yugoslavia | 1987-1988 |
| FK Budućnost Podgorica | Yugoslavia | 1988-1989 |
| Velež Mostar           | Yugoslavia | 1989-1991 |
| NK Varteks Varaždin    | Croacia    | 1992-1996 |
| Hajduk Split           | Croacia    | 1996-1998 |
| NK Varteks Varaždin    | Croacia    | 1998-2000 |

### Como entrenador
| Club                 | País           | Año       | PJ  | PG  | PE  | PP  | Efectividad |
| -------------------- | -------------- | --------- | --- | --- | --- | --- | ----------- |
| NK Varteks Varaždin  | Croacia        | 2005-2007 | 84  | 35  | 13  | 36  | 46.83%      |
| HNK Rijeka           | Croacia        | 2007-2008 | 41  | 16  | 14  | 11  | 50.4%       |
| Dinamo Tirana        | Albania        | 2008-2009 | 23  | 10  | 8   | 5   | 55.07%      |
| Slaven Koprivnica    | Croacia        | 2009-2010 | 32  | 12  | 10  | 10  | 47.92%      |
| Al-Faisaly           | Arabia Saudita | 2010-2012 | 55  | 17  | 14  | 24  | 39.39%      |
| Al-Hilal             | Arabia Saudita | 2013      | 20  | 11  | 6   | 3   | 65%         |
| Al-Ain               | EAU            | 2014-2017 | 155 | 83  | 40  | 32  | 62.15%      |
| Selección de Croacia | Croacia        | 2017-Act. | 97  | 48  | 25  | 24  | 58.07%      |
| Total                | Total          | Total     | 507 | 232 | 130 | 145 | 54.31%      |

#### Participaciones en Copas del Mundo
| Torneo            | Selección | Sede  | Resultado     |
| ----------------- | --------- | ----- | ------------- |
| Copa Mundial 2018 | Croacia   | Rusia | Subcampeón    |
| Copa Mundial 2022 | Croacia   | Catar | Tercer puesto |

#### Participaciones en Eurocopas
| Torneo        | Selección | Sede   | Resultado        |
| ------------- | --------- | ------ | ---------------- |
| Eurocopa 2020 | Croacia   | Europa | Octavos de final |

## Palmarés

### Como entrenador
| Título                                    | Club          | País           | Año     |
| ----------------------------------------- | ------------- | -------------- | ------- |
| Supercopa de Albania                      | Dinamo Tirana | Albania        | 2008    |
| Copa del Príncipe de la Corona Saudí      | Al-Hilal      | Arabia Saudita | 2013    |
| Liga Árabe del Golfo                      | Al-Ain        | EAU            | 2014/15 |
| Copa Presidente de Emiratos Árabes Unidos | Al-Ain        | EAU            | 2015    |
| Supercopa de los Emiratos Árabes Unidos   | Al-Ain        | EAU            | 2015    |

### Distinciones individuales
| Distinción                                                            | Año  |
| --------------------------------------------------------------------- | ---- |
| Entrenador del año en la temporada 2014-15 de la Liga Árabe del Golfo | 2015 |
| Segundo mejor entrenador del mundo según el IFFHS                     | 2018 |

- Por decisión de la presidenta de la República de Croacia, Kolinda Grabar-Kitarović, se le otorgó la Orden del Duque Trpimir , por el excepcional e histórico éxito de la Selección de Croacia, el coraje demostrado, la autoestima y sacrificio con el que restableció la fe en el éxito, el optimismo y el espíritu ganador , llenando de orgullo a toda la afición croata en el mundo, por resaltar las más valiosas cualidades profesionales y humanas. Demostró unidad y orgullo patriótico en la promoción del deporte y la reputación internacional de la República de Croacia, y obtuvo el segundo lugar en la Copa Mundial de Fútbol de 2018.